# Ferrari Purosangue
La Ferrari Purosangue (nome in codice F175) è un'autovettura del tipo crossover SUV prodotta e sviluppata dalla casa automobilistica italiana Ferrari a partire dal 2022.
Si tratta del primo veicolo del suo genere prodotto dal costruttore italiano, nonché della prima Ferrari in listino al pubblico dotata di 5 porte, diversamente, ad esempio, è stata prodotta la Ferrari 456 GT Venice in 6 esemplari.

## Nome
Il nome Purosangue è stato scelto per indicare che, nonostante la carrozzeria e le impostazioni da Crossover SUV, il veicolo mantiene le medesime caratteristiche che contraddistinguono le altre sportive della casa.
Nel 2020 il nome è stato oggetto di una controversia legale per via dell'esistenza e dell'utilizzo dello stesso da parte di un'organizzazione benefica sportiva.

## Contesto
Dopo alcuni anni di indiscrezioni sulla creazione di un SUV a marchio Ferrari, risalenti già al 2017 ai tempi della presidenza Marchionne con la denominazione "Ferrari Utility Vehicle" o "FUV", la vettura è stata dapprima anticipata a marzo 2022 dalla diffusione di alcune immagini ufficiali e in seguito presentata ufficialmente il 13 settembre 2022 (anche se già  a febbraio vi era stata una fuga di immagini) e va indirettamente a sostituire la GTC4Lusso, sportiva con carrozzeria shooting-brake prodotta dal 2016 al 2020. La distribuzione del veicolo sul mercato, invece, è prevista a partire dal secondo trimestre del 2023.
La casa ha deciso di limitarne la produzione al 20% del totale delle vetture prodotte annualmente a Maranello, in massimo 3 mila esemplari l'anno.

## Design e interni

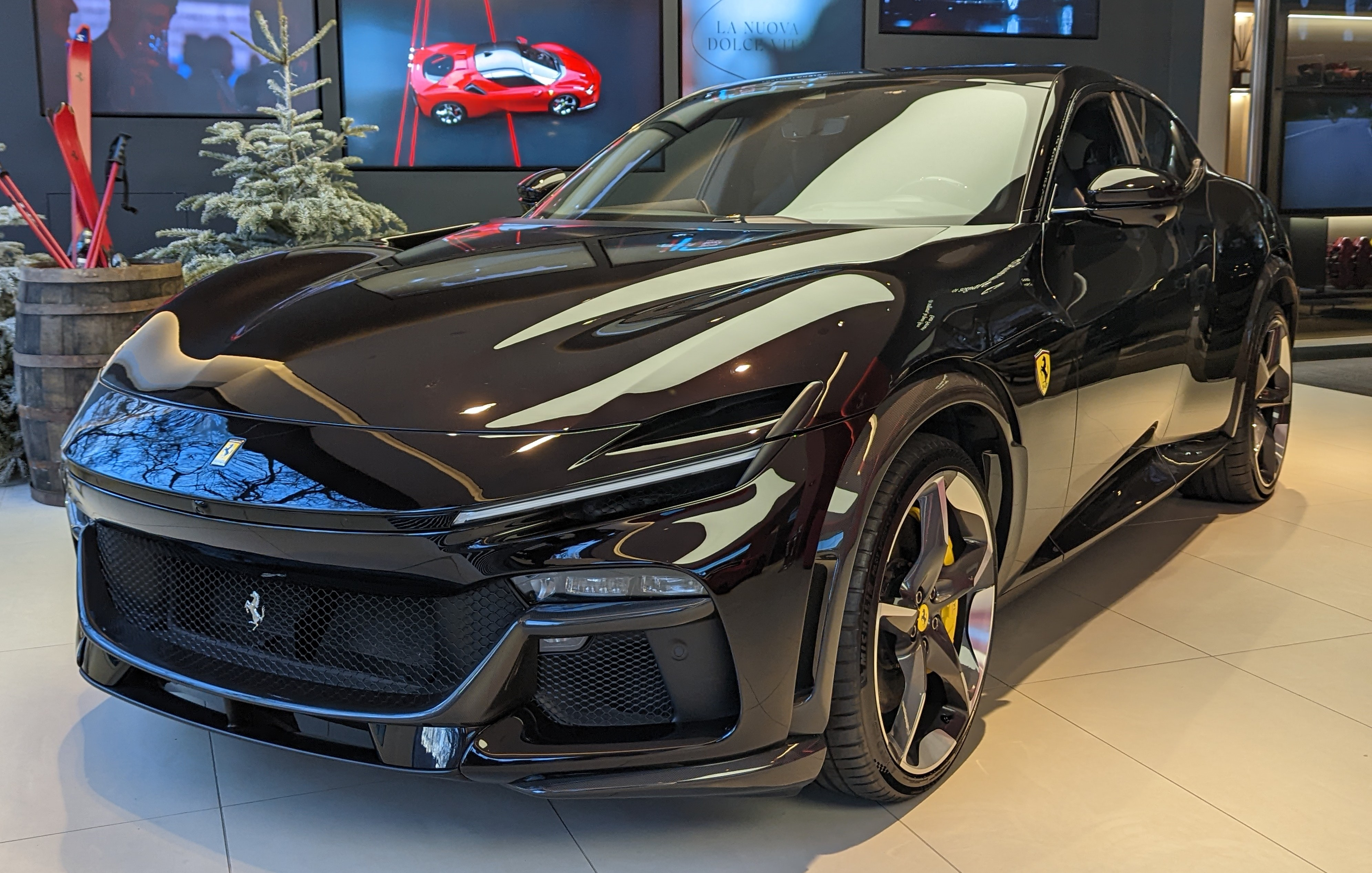
dettaglio della parte anteriore con i fari su due livelli

La vettura presenta una particolare interpretazione del concetto di SUV, tendente maggiormente al mondo dei crossover per via dei suoi volumi, che rimandano a quelli delle shooting-brake e delle hatchback, e della presenza di connotati tipici delle Gran Turismo come l'abitacolo arretrato.
La parte anteriore presenta dei fari sdoppiati, con i fari diurni a LED disposti superiormente e collegati da una sottile presa d'aria, che sfocia in un condotto laterale all'altezza dello stemma Ferrari, e i gruppi ottici principali collocati invece inferiormente assieme alla calandra dove è presente il logo del cavallino e alle due prese d'aria laterali. La vista laterale, invece, si caratterizza per la linea di cintura alta e la presenza di passaruota in colore a contrasto che segnano uno stacco dalla carrozzeria restante, dotata di portiere con apertura ad armadio con la maniglia posteriore integrata nella cornice della portiera come per la 308 GTS; nel posteriore, invece, si hanno due fari laterali simili a quelli della 296 GTB e collegati tra loro da una striscia a LED, un portellone con spoiler integrato e un diffusore con una coppia di scarichi gemellati per lato.
L'abitacolo è dotato di quattro posti con altrettante poltrone, di un tetto apribile oscurabile elettronicamente e di un bagagliaio da 473 litri di capacità, a cui si accede attraverso un portellone posteriore ad apertura elettrica.
Nella plancia non è presente uno schermo centrale per il sistema multimediale, bensì al suo posto c'è un rotore touch a scomparsa che comanda, assieme ad altri tasti touch il climatizzatore; davanti al passeggero è presente uno schermo da 10 pollici, mentre la strumentazione per il conducente è costituito da un display digitale da 16 pollici.

## Specifiche tecniche
A spingere la vettura c'è un motore V12 aspirato a benzina (codice F140IA) montato in posizione centrale anteriore e derivato da quello impiegato sulla 812 Superfast con cui condivide la cilindrata da 6,5 L, ma ampiamente rivisitato con nuovi alberi motore e a camme, per adattarsi ad un corpo vettura completamente diverso; infatti, eroga 533 kW (725 CV) a 7750 giri/min e sviluppa una coppia di 716 N⋅m a 6250 giri/min, con limitatore posto a 8250 giri/min. Omologato Euro 6D, l'F140IA consente alla vettura di scattare da 0 a 100 km/h in 3,3 secondi e di toccare una velocità massima di 310 km/h. 
Il motore è abbinato ad una trasmissione Ferrari DCT ad otto rapporti a carter secco, correlata a quella della SF90 Stradale e installata 15 mm più in basso rispetto alla GTC4 Lusso, consentendo così un miglioramento del 35% delle prestazioni grazie alla presenza di nuove frizioni, capaci di sopportare fino a 1200 N·m in fase di cambiata. Proprio dalla GTC4 Lusso viene ripreso il sistema di trazione integrale, costituito da due cambi, uno transaxle a 8 marce montato al retrotreno e un secondo montato all'avantreno collegato direttamente al propulsore avente due marce. Così facendo, la ripartizione dei pesi si attesta al 49% davanti e al 51% dietro. 
Per quanto riguarda le sospensioni, si segnala la presenza di un attuatore elettro-idraulico a 48 V installato su ogni ammortizzatore, in grado di regolare autonomamente altezza e rigidità in fase di compressione e distensione fino a 15 volte al secondo. Inoltre è presente un sistema a quattro ruote sterzanti derivato dalla 812 Competizione.

## Riconoscimenti
- Premio Compasso d'oro  nel 2024[12]